# حدائق القبة
حدائق القبة أحد أحياء العاصمة المصرية بالقاهرة، كانت حدائق القبة سكن لطبقة الباشاوات وأثرياء المصريين والأجانب ورجال الحكم، وعرف عنها كثافة الأشجار والحدائق المحيطة بالقصور الكبيرة. أما «شارع مصر والسودان» فكان اسمه القديم «شارع ملك مصر والسودان»، حيث كان يسكن في نهايته الملك فاروق الأول، وحتى عهد الرئيس جمال عبد الناصر كان الطريق الرئيسي له الذي يمر به إلى الجانب الآخر من المدينة. وفي ذلك العهد لم يكن من المسموح بتاتا بفتح محال تجارية أو شركات.

## تاريخ القبة
في عام 872 هـ أمر السلطان المملوكي الأشرف قايتباي بإرسال حملة رابعة إلى الشام للقضاء على تمرد شاه سوار ملك الدلغادرية، وقرر قايتباي أن يرأس الحملة أشرس قادة جيشه وهو الأمير يشبك الدوادار، وبالفعل عاد يشبك الدوادار من حملته منتصراً ومعه شاه سوار وإخوته وجماعة من قادته حيث جرى إعدامهم في مصر.
وبعد ذلك بعشر سنوات وتحديداً في عام 882 هجرية تملك الأمير يشبك الدوادار قطعة أرض بناحية المطرية، وبنى في هذه القطعة قبة فخمة عالية لينزل فيها عندما يخرج من القاهرة للتنزة وذلك لطيب هوائها وتوسطها بين الأراضي الزراعية والأراضي الصحراوية الجافة وكذلك بعيداً عن ضوضاء العاصمة وقتها.
وعندما تولى حكم مصر السلطان الأشرف أبو النصر قنصوة الغوري عام 906 هـ استمر في سياسة الأمير يشبك نفسها، فاتخذ هذا القبة مقعداً ينزل فيه كلما أراد التنزة والرياضة. وكان يبيت فيها من وقت لآخر طوال مدة حكمه بل إنه أنشأ بجوارها عدداً من الفساقي يجري فيها الماء، وحفر بئراً ليشرب منه المسافرون الذين يمرون من هناك. وهكذا عرفت المنطقة باسم قبة الغوري بعد أن أصبحت جزءاً من أملاكه. ولا تزال هذه القبة موجودة إلى الآن. وكما هي العادة في بناء القباب فإن القبة بها محراب أنشئ من يوم بنائه.
وفي أوائل القرن الحادي عشر الهجري بدأ الناس يبنون دورهم وبيوتهم بجوار هذه القبة حيث تكونت قرية جديدة عرفت باسم القبة نسبة إلى هذه القبة. ومن هنا جاء اسمها وأصبحت من ضمن البلاد التابعة لناحية المطرية وظل العامة يقولون قبة الغوري أو قبة العزب لأنه كان يسكنها بعض عساكر طائفة عزبان الذين كانوا يحرسون القلاع فعرفت باسم قبة العزب. وعلينا هنا أيضاً أن نربط بين قبة العزب هذه وباب العزب في الجهة الغربية من قلعة صلاح الدين الأيوبي ناحية ميدان القلعة أو ميدان الرميلة الذي كان يطلق عليه يوماً ما «قره ميدان».
وفي أثناء الحملة الفرنسية على مصر دفع كليبر في سهل القبة بقواته ليقاتل الجيش العثماني في معركة عين شمس، وفي السهل نفسه نظم عرضاً عسكرياً بعد إخماده لثورة القاهرة الثانية.
ولكن في عام 1228 هـ أي في عصر محمد علي باشا جرى فصل قرية القبة هذه من كونها من توابع ناحية المطرية، ثم جاء ابنه إبراهيم باشا ليبني قصراً في هذه المنطقة وغرس فيه بستاناً ثم آل القصر من بعد إبراهيم باشا لإبنه مصطفى باشا فاضل، حيث قام مصطفى باشا ببيع القصر لإبنه القاصر عثمان بك في عام 1856 إلى أن جاء إسماعيل باشا وتولى حكم مصر عام 1863 م فاشترى القصر ثم أعاد بنائه مرة أخرى في عام 1869.
وتعتبر حدائق قصر القبة من أجمل حدائق العالم [بحاجة لمصدر] وتكون مع القصر وحدة عالمية تجمع بين جمال البناء للقصر وجمال تنسيق الحدائق المزهرة المثمرة حيث بني على مساحة 70 فدان ويتكون القصر من 400 غرفة، كما أن هناك تشابه في اللمسات الفنية والمعمارية بين قصر القبة وقصر رأس التين الذي بناه محمد علي في الأسكندرية.
والغريب أن الخديوي إسماعيل عرض هذا القصر يوماً للبيع. فلقد عرض الخديوي إسماعيل بيع قصر القبة مع 61893 فدان بكل ما عليها من مباني وآلات وفابريكات على أساس 20 جنيهاً للفدان، وبذلك يصبح ثمن الكل مليون و237 ألف و60 جنيهاً، أما ثمن القصر وحده فقد طلب إسماعيل 50 ألف جنيه ثمناً له.
ولظروف ما لم تتم عملية بيع قصر القبة، ليستمر هذا القصر قيمة تاريخية ومعمارية وزراعية نادرة، إذ اهتم به بعد ذلك ابنه الملك فؤاد الذي حكم مصر بين عامي 1917 و1936. حيث اهتم به وحافظ عليه وزاده بهاء، ورممه بعد ذلك الملك فاروق الذي حكم مصر بعد والده الملك فؤاد عام 1936، إلى أن تنازل عن العرش يوم 26 يوليو 1952 حيث لم يقدر لآخر ملوك مصر الملك أحمد فؤاد الثاني أن يقيم فيه لأنه سرعان ماتم إلغاء الملكية في مصر.
ولم تقف أعمال تعمير المنطقة عند إقامة قصر القبة إذ تألفت شركة حدائق القبة في عام 1908 لتعمير منطقة مساحتها 100 أفدنة وتتولى تقسيمها، وأنشأت تلك الشركة شارعاً يخترق أراضيها عرضه 66 قدماً كما أنشأت عدداً من الشوارع تتفرع منه. وانتعشت بسرعة أعمال البناء والتعمير التي قامت بها الشركة أو الأفراد حتى اتصلت القبة بقلب القاهرة.
واتجه كبار القوم والأغنياء من الأمراء والباشوات وكبار التجار وأخذوا يبنون قصورهم وبيوتهم بالقرب من قصر القبة. وامتازت هذه القصور والفيللات بكثرة الحدائق وهكذا نشأ حي حدائق القبة.
وأصبح حي القبة الآن يضم مناطق حدائق القبة وكوبري القبة وحمامات القبة وسراي القبة فضلاً عن القبة. وكلها بدأت وتنتسب لتلك القبة التي أنشأها الأمير يشبك الدوادار والذي يوجد شارع باسمه في المنطقة شارع الدويدار.

## التقسيم
ومن أهم معالمه قصر القبة أكبر قصور الحكم المصرية وأشهرها على الإطلاق ومساحته بلغت من الضخامة أن يمتد طول القصر بطول 2 محطاه لمترو الأنفاق في القاهرة، فهو يمتد من محطة كوبري القبة إلى محطة سراي القبة كذا فانه من معالم هذا الحي البناء المشيد لمبنى المخابرات العامة المصرية والمستشفى الكبرى للقوات المسلحة بكوبري القبة ويشق حدائق القبة شارع الملك المعروف باسم شارع مصر والسودان.
يوجد بالحي مجموعة من الشركات الكبرى، المحال، المواقع التجارية، المطاعم العالمية والبنوك فهناك تجد صيدناوي والبنك الأهلي و بنك قطر الوطنى وبنك مصر وبنك الاسكندرية، وكريدي أجريكول.
أما بالنسبة للأماكن الترفيهية يوجد مول «السراى مول» بشارع ولي العهد، ويوجد نادي مصر للبترول بشارع سكة الوايلى وحاليا تم افتتاح مجمع المطاعم و الكافيهات فى قلب ميدان الحدائق المقابل لقصر القبه .وتعد المنطقة من أكثر المناطق ربطا بين العاصمة كاملة فمنها يسهل الوصول جدا إلى الميادين الرئيسية العامة في قلب العاصمة كالتحرير والعتبة ورمسيس والعباسية وكذا انه من اليسير الوصول إلى الجهة الاخرة كمصر الجديدة وميدان روكسي ومدينة نصر والتجمع ويذكر ان غرب العاصمة ومنطقة شبرامن المناطق القريبة وإلى المحور باتت الحدائق من اقرب المناطق وصولا وليس الدائري منها ببعيد.
بالنسبة للآثار فيوجد بجوار قصر القبة من ناحية ميدان الحدائق «مسجد قبة يشبك بن مهدي» المنشأ سنة 881 هجرية.
يوجد مسجد عين الحياة الذي شيدته الأميرة عين الحياة والذي حفر في رؤوس المصريين وقلوبهم وخلدت ذكراه عالميا بمسمى (جامع كشك) نسبة إلى العالم الداعية الراحل الشيخ عبد الحميد كشك.
ويوجد بالحي أحد أقدم ستديوهات التصوير السينمائي في مصر وهو «استوديو جلال» وسمى بهذا الاسم نسبة إلى المخرج الشهير أحمد جلال وقد صورت به معظم أفلام الثلاثينيات والأربعينيات من أفلام الأبيض والأسود.[بحاجة لمصدر] ومن الأفلام التي صورت به فيلم قالب:اوداعاً بونابارت حيث كان المخرج الراحل يوسف شاهين والذي كان من أكثر المخرجين حبا لاستخدام هذا الاستوديو.
ويوجد أيضاً بالحى مدارس محمود باشا فهمى النقراشى النموذجية الابتدائية والإعدادية والثانوية وكذلك مدرسة أحمد بك ماهر التعليمية التي تحولت إلى إدارة تعليمية لمنطقة الحدائق كاملة والزيتون التعليمية.

## منشية الصدر
منشية الصدر هي منطقة من مناطق حي حدائق القبة، ويوجد جزء من الحرم الجامعي لجامعة عين شمس فيها. ويوجد محطة مترو أنفاق فيها تسمى محطة منشية الصدر التي تساعد الطالب في الوصول إلى الجامعة بأقصر الطرق، وتعد واحدة من ضمن أربع محطات مكونة لحدائق القبة (الدمرداش -منشية الصدر- كوبري القبة- حمامات القبة- سراى القبة).
ومن أهم شوارع منشية الصدر، أو الشوارع المهمة في حدائق القبة التي تمر من خلال منشية الصدر: شارع ترعة الجبل، وشارع الدويدار، وشارع مصر والسودان ويطلق عليه شارع الملك أيضا، ويوجد فيها نادي منشية الصدر هواة. وهو أحد أندية الهواة في منطقة حدائق القبة وملعبه الرئيسي ملعب الزعفران خلف جامعة عين شمس والملعب الفرعي له في شارع رفعت.

## أشهر الشوارع
- شارع مصر والسودان (شارع ملك مصر والسودان سابقا)
- شارع الدويدار نسبة الي محمد أمين باشا الدوادار كان الصدر الأعظم للدولة العثمانية في الفترة ما بين 9 يناير 1750 حتى 1 يوليو 1752. تُوفي في سنة 1753 بمدينة القاهرة بعد أن ولَّاه السلطان على مصر
- شارع الجراج
- شارع سكة الوايلى
- شارع الخليج المصري
- شارع بورسعيد
- شارع ولى العهد نسبة الي الأمير فاروق ولي عهد مصر ثم ملك علي مصر بعد ذلك 1936
- شارع الشيخ غراب
- شارع الشيخ البابلى نسبه الي الشيخ أبو عبد الله شمس الدين محمد بن علاء الدين البابلي هو فقيه شافعي، من أهل مصر ولد في1591 وتوفي في 1666 م
- شارع أحمد باشا شفيق نسبة الى أحمد بن شفيق باشا (18 مايو 1860 - 17 أكتوبر 1940) مؤرخ سياسي مصري. ولد في القاهرة، تلقى علومه بمدرسه المبتديان والقبة. تنقل في عدة الوظائف الحكومية حتى سافر في بعثة إلى فرنسا وتخرج بمدرسة العلوم السياسية وكلية الحقوق بباريس 1889. وبعد عودته عين وكيلًا للجامعة المصرية الأهلية ثم ولي رئاسة الديوان الخديوي في عهد عباس حلمي الثاني ومديراً لديوان الأوقاف الأهلية في 1910. استقال بعد عزل الخديو سنة 1914، واهتم بالتاريخ السياسي، وكتب عن الأحداث السياسية التي مرت بها الخديوية المصرية، وكذلك دوّن مذكرّاته. له عدة مؤلفات شهيرة، منها «حوليات مصر السياسية» في عشرة أجزاء، وهي موسوعة سياسية.
- شارع أحمد بسيونى
- شارع البرى
- شارع الارمناوى
- شارع أحمد قمحه
- شارع نجيب باشا شكور وهو يعد ضمن اهم المهندسين اللى اسسوا حى الحدائق ولد فى 1868 وتوفى فى 1930
- شارع استدويو جلال

## أهم الشخصيات التى سكنت فى حى حدائق القبه
- - إبراهيم محمد علي باشا كان يسكن في بيت صغير مكان قصر القبه الحالى - إبراهيم باشا بن محمد علي باشا بن إبراهيم آغا (1789 - 10 نوفمبر 1848)، الابن الأكبر لوالي مصر محمد علي باشا.
- فاروق الأول ملك مصر السابق - فاروق الأول أو الملك فاروق (11 فبراير 1920 - 18 مارس 1965)، آخر ملوك المملكة المصرية وآخر من حكم مصر من الأسرة العلوية ذات الأصول الألبانية. استمر حكمه مدة ستة عشر عاما
- الخديوي إسماعيل - (1245 هـ / 31 ديسمبر 1830 - 1312 هـ / 2 مارس 1895)، خامس حكام مصر من الأسرة العلوية
- الخديوي توفيق (15 نوفمبر 1852 - 7 يناير 1892) واسمه محمد توفيق باشا، سادس حكام مصر من الأسرة العلوية. وهو خديوي مصر والسودان خلال الأعوام 1879-1892م.
- فؤاد الأول - فؤاد الأول (26 مارس 1868 - 28 أبريل 1936)، سلطان مصر من 1917 إلى 1922، ثم غير اللقب وأصبح ينادى بملك مصر وسيد النوبة وكردفان ودارفور، وذلك منذ إعلان استقلال مصر في 15 مارس 1922 بعد تصريح 28 فبراير 1922 برفع الحماية عن مصر.
- الرئيس محمد أنور السادات قبل تولى الحكم في الخمسينات - محمد أنور السادات (25 ديسمبر 1918 – 6 أكتوبر 1981) كان سياسيًا وضابطًا عسكريًا مصريًا، شغل منصب الرئيس الثالث لجمهورية مصر العربية من 15 أكتوبر 1970 حتى اغتياله على يد ضباط جيش متشددين في 6 أكتوبر 1981. كان السادات عضوًا كبيرًا في الضباط الأحرار الذين أطاحوا بالملك فاروق في ثورة 23 يوليو، وكان مقربًا جدًا من الرئيس جمال عبد الناصر، حيث خدم كنائب للرئيس مرتين وخلفه كرئيس في عام 1970. في عام 1978، وقع السادات ومناحم بيجن، رئيس وزراء إسرائيل، اتفاقية سلام بالتعاون مع الرئيس الأمريكي جيمي كارتر، وتم تكريمهما بجائزة نوبل للسلام بسبب ذلك.
- محمد رضا بهلوي بعد الثورة الايرانيه - محمد رضا بهلوي (بالفارسية: محمد رضا پهلوی) (26 أكتوبر 1919 إلى 27 يوليو 1980)، وُلد في مدينة طهران الإيرانية، وهو الابن الأكبر لرضا بهلوي الذي حكم إيران في الفترة ما بين (1925-1941)، وقد نودي به وريثاً للعرش عام 1926. وكان آخر شاه (ملك) يحكم إيران قبل قيام الثورة الإسلامية عام 1979، واستمر حكمه من 1941 إلى 1979 وكان يلقب بـ (شاهنشاه) أي ملك الملوك.
- محمد نجيب .بعد ان تم عزله من الحكم - اللواء محمد بك نجيب يوسف قطب القشلان (19 فبراير 1901 - 28 أغسطس 1984) سياسي وعسكري مصري، أول رئيس لجمهورية مصر بعد إنهاء الملكية وإعلان الجمهورية في (18 يونيو 1953)، كما يعد قائد ثورة 23 يوليو 1952 التي انتهت بعزل الملك فاروق ورحيله عن مصر. تولى منصب رئيس الوزراء في مصر خلال الفترة من (8 مارس 1954 ـ 18 أبريل 1954)، وتولى أيضاً منصب القائد العام للقوات المسلحة المصرية ثم وزير الحربية عام 1952.
- المجاهد الجزائرى عبد القادر الجزائرى ولا يزال قصره حتى الآن خلف مدرسة النقراشى الإعدادية
- د. مفيدة عبد الرحمن (أول محامية في مصر) - مفيدة عبد الرحمن (20 يناير 1914-3 سبتمبر 2002) محامية مصرية، كانت واحدة من أوائل المحاميات في مصر؛ كانت أيضًا أول محامية ترفع دعاوى أمام محكمة النقض في مصر، وأول امرأة تمارس مهنة المحاماة في القاهرة، بمصر، وأول امرأة ترفع دعوى أمام محكمة عسكرية في مصر، وأول امرأة ترفع دعوى أمام المحاكم في جنوب مصر.
- السفير إيهاب الشريف (الذي اختطفته جماعة إرهابية في العراق وقامت بقتله) - إيهاب صلاح الدين أحمد الشريف (يناير 1954 - يوليو 2005) كان سفيرا لمصر في العراق إلى أن قتله خاطفوه في يوليو 2005. وقد كان سابقا يعمل قائما بأعمال السفارة المصرية في إسرائيل. يذكر أنه كان أول سفيرا لدولة عربية في بغداد منذ سقوط نظام صدام حسين.
- الموسيقار فريد الأطرش - فريد الأطرش (21 أبريل 1917 - 26 ديسمبر 1974 )، موسيقي ومطرب وممثل سوري-مصري. ترك بصمات واضحة في الموسيقى والغناء العربي ويعد من أعلام الفن وحاصل على قلادة النيل العظمى.
- الشيخ عبد الحميد كشك - عبد الحميد كشك (1933م - 1996م) هو عالم وداعية إسلامي مصري كفيف، ويُلَقَّب بفارس المنابر ومحامي الحركة الإسلامية، ويعد من أشهر خطباء القرن العشرين في العالم العربي والإسلامي، وله أكثر من 2000 خطبة مسجلة، وخطب مدة أربعين سنة.
- الفنان أحمد شوقي قاسم الممثل والأديب والشاعر
- المخرج جلال الشرقاوي - جلال الشرقاوي (14 يونيو 1934 - 4 فبراير 2022)، فنان ومخرج مصري. حصل على بكالوريوس العلوم من جامعة القاهرة عام 1954، ودبلوم خاص تربية وعلم النفس من جامعة عين شمس 1955 وبكالوريوس المعهد العالي للفنون المسرحية بتقدير امتياز عام 1958 ودبلوم إخراج من معهد جوليان برتو للدراما في فرنسا عام 1960 ودبلوم إخراج من المعهد العالي للدراسات السينمائية من فرنسا عام 1962. وقد مثّل في مسلسلات مثل ملحمة الحب والرحيل في الأردن و مسلسل المفسدون في الأرض.
- الصحفى والأديب والشاعر عبد الله أحمد عبد الله الشهير ب ( ميكى ماوس)
- الكاتب المسرحي الفنان محمود الطوخي
- صلاح حسني اللاعب والإدارى بالنادى الاهلي ووالد الفنان أحمد صلاح حسني
- الفنان ممدوح قاسم مطرب عضو فرقة المصريين
- الفنان هاني شنودة - مؤسس فرقة فرقة المصريين هاني شنودة ملحن وموزع موسيقى مصري اكتشف العديد من المواهب الصوتية المصرية، وكانت له الريادة والفضل في تكوين أول فرقة موسيقية بمصر. ولد هاني شنودة بطنطا بالمملكة المصرية عام 1943م تخرج من كلية الموسيقى عام 1966م وبعد ذلك التحق بالمعهد العالى الموسيقى "الكونسيرفتوار"
- الفنان جورج سيدهم - هو ممثل مصري من مواليد مدينة جرجا بمحافظة سوهاج في 28 مايو عام 1938م - 27 مارس 2020م، تخرج في كلية الزراعة جامعة عين شمس عام 1961 قسم إنتاج حيواني وحاصل على ماجستير في التلقيح الصناعي، بدأ جورج مشواره الفني موظفًا في فرق التلفزيون المسرحية التي تكوّنت مع بدء الإرسال التلفزيوني في مصر أوائل الستينيات، ثم مع فرقة ثلاثي أضواء المسرح التي كوّنها المخرج التلفزيوني محمد سالم وضمت جورج والضيف أحمد وعادل نصيف الذي هاجر فانضم بدلاً منه سمير غانم، واشتهر الثلاثي باسكتشات دكتور الحقني وكتوموتو، ثم انتقل نشاط الفرقة إلى المسرح، ومن أعمالها: طبيخ الملايكة (1964)، براغيت (1967)، مسرحية حواديت (1969)، فندق الأشغال الشاقة (1969)، كل واحد وله عفريت (1970)، الراجل اللي جوز مراته (1970).
- الفنان يونس شلبي
- اللاعب اكرامى الشحات
- اللاعب فوزى سكوتى
- اللاعب حسن شحاته
- جورج سعد كبير مشجعى نادى الزمالك
- عبد الله جورج سعد طبيب نادى الزمالك الاسبق
- الفنان أحمد فاروق الفيشاوى
- الفنان بهاء سلطان
- الفنان طارق لطفى
- الفنان صبرى عبد العزيز
- اللاعب خالد جاد الله
- اللواء/ إبراهيم الحسينى باشا.. حكمدار بوليس الأسكندرية 1952
- الشاعر الكبير محمد مصطفى الماحى
- برهان الدين ربانى.. أول رئيس أفغانى بعد رحيل السوفيت 1992
- الفنانه اسمهان
- محمد عبد الفتاح إبراهيم - رئيس وزراء مصر الأسبق
- أنيس عبيد..أول من أدخل صناعة ترجمة الأفلام الأجنبية
- الفنان محمود شكوكو
- الفنان طارق النهري
- الفنان حسن عابدين
- الفنان نجيب الريحانى
- الفنان أحمد بدير
- الفنان واللاعب أحمد صلاح حسنى
- نادر حمدى فرقة واما
- أحمد فهمى فرقة واما
- محمد نور فرقة واما
- حافظ باشا عفيفي.. رئيس الديوان الملكي
- الفنان أمير كراره
- محمد كامل بك غريب وكان يشغل منصب رئيس حسابات الخاصة الملكية وقت تولى الملك فؤاد للحكم
- المذيع ماجد عبد الرازق (بابا ماجد)
- القارئ الشيخ محمد صديق المنشاوي
- المنتج السينمائى المعروف سيد علي حسن أحد أهم مؤسسى صناعة السينما المصرية
- الفنانه سهير طه حسين
- المصور السينمائى المعروف سمير فرج
- المصور محمد بكر
- الفنانة حنان ترك
- الفنان فاروق الفيشاوى
- أحمد محمد عبد الرحمن الهوان المعروف اعلاميا ( جمعه الشوان) رجل المخابرات المصري
- الفنانه سمية الالفى
- الدكتور ماجد الديب رئيس جامعة عين شمس السابق
- الدكتور حسام محمد الحسينى خليل أستاذ ورئيس قسم جراحة المخ والأعصاب بكلية طب عين شمس
- الدكتور أشرف الحسينى أستاذ ورئيس قسم الأشعة التشخيصية بكلية طب عين شمس
- المستشار محمد نور الدين رئيس مجلس الدولة
- الفنان أشرف عبد الباقى.
- محمد سعيد العشماوى رئيس محكمة النقض
- الفنانه لقاء الخميسى
- اللواء حسين على وكيل المخابرات العامة الأسبق
- الشاعر سمير الطائر
- شاعر الشباب أحمد رامى
- اللواء محمد على خليل الديب وشغل منصب مير اتحاد كرة القدم المصرى
- الفيزيائي العالم الدكتور محمد محمود محمد عطا
- عبد الله المغاوري أحد ابطال حرب أكتوبر
- الفنان سناء شافع

## الشياخات
- الوايلي شرق 1.
- الوايلي شرق 2.
- الوايلى غرب.
- حدائق القبة قبلي.
- حدائق القبة بحري.
- الحدائق بحري.
- الحدائق قبلى.
- الشياخة خاصة.
- منشية الصدر.
- حدائق القبة البلد.

## معالم واماكن تجاريه
- قصر القبة أكبر قصور الحكم المصرية وأشهرها على الإطلاق ومساحته بلغت من الضخامة أن يمتد طول القصر بطول 4 محطات لمترو الأنفاق فهو يمتد من ميدان كوبري القبة إلى حدائق الزيتون.
- قصر ثقافة الريحاني والذي بناه مهندس على الطراز الايطالي عام 1949 ويقع في شارع الأجهورى بحي الحدائق ويتكون من ثلاث طوابق على مساحة حوالي 4000 متر منها 2800 متر مباني مكونة من 16 غرفة بها قاعة مسرح وقاعة سينما تحيط به حديقة كبيرة حولها أرض فضاء، وقد استأجرته وزارة الثقافة في عام 1997 وحولته إلى قصر للثقافة.
- مسجد القبة الخضراء الجديد فى ميدان كوبرى القبه مقابل لقصر القبه وقد افتتح رسميا يوم الجمعه 13 سبتمبر 2024 وهو تحفة معمارية رائعه وقد استغرق بناءه حوالى 4 شهور فقط مكان موقف سيارات الميكروباص وسوق الخضار القديم
- صيدناوي .
- متجر رايه
- حلوانى والبان لهطة قشطه
- البان , باللبن
- مطعم برجر ريبابلك
- بنك قطر الوطنى.
- بنك مصر
- بنك الاسكندريه
- بنك كريدى اجرول
- البنك التجارى الدولى سى اى بى
- مول سراي الحدائق" بشارع ولي العهد،
- مطعم كنتاكى
- مطعم الحانى
- مطعم كوك دور
- مطعم ماكدونالدز
- مطعم ربيع الشرقاوى
- مطعم ابو ايه
- مطعم ريبابليك
- مطعم ابو ربيع
- مطعم ومسمط بحه
- مسمط ابو يوسف
- مطعم الزعيم
- مطعم سيد حنفى
- مطعم شاورما ابو مازن السورى
- مطعم شاورما ابو انس السورى
- ماركت ابو صالح
- ماركت هيلثى فود
- ماركت سامى سلامه
- ماركت كارفور
- اسماك القبه
- اسماك اليوم
- اسماك المتوكل
- اسماك الوالى
- اسماك سلطان
- فسخانى شاهين
- بيتزا لامور
- بيتزا الملك
- كبابجى الاحمدى
- متجر بى تك
- متجر قطونيل
- متجر هاشم
- متجر دايس
- فرن قصر الهلال
- مركز شباب حدائق القبة" بشارع سكة الوايلي وقد أسسه نائب مجلس الشعب السابق "أحمد إدريس"
- نادي مصر للبترول.
- المعبد اليهودى فى شارع ولى العهد
- مسجد قبة يشبك بن مهدي" المنشأ سنة 881 ميلادي.
- استوديو جلال" وسمى بهذا الاسم نسبة إلى المخرج الشهير أحمد جلال وتقريبا صورت به معظم أفلام الثلاثينيات والأربعينيات من أفلام الأبيض والأسود.
- مدارس النقراشى النموذجية الابتدائية والإعدادية والثانوية وقد كانت في حقبة ما بعد الثورة من أشهر مدارس منطقة القاهرة التعليمية وارفعها درجة وشأناً.
- المسجد المدفون فيه الرئيس جمال عبدالناصر، وذلك المسجد أسسه اللواء محمد مصطفى شعراوي رئيس جمعية كوبري القبة وشهد الشيخ محمود شلتوت شيخ الجامع الازهر وضع حجر الأساس له، وتبرع الفنان محمود شكوكو والفنانة تحية كاريوكا بخمسة الآف جنيه لكل منهما لبناء المسجد.
- مسجد عين الحياه أو مسجد الشيخ كشك وهويقع في شارع مصر والسودان
- بيت الشاعر الكبير أحمد رامى.